# Matej Tomek
Matej Tomek (né le 24 mai 1997 à Bratislava en Slovaquie) est un joueur professionnel slovaque de hockey sur glace. Il évolue au poste de gardien de but.

## Biographie

### Carrière en club
Formé au HC Slovan Bratislava, il joue son premier matchs en senior dans l'Extraliga slovaque en 2011 avec le HC Slovan Bratislava. Il est choisi au troisième tour, en quatre-vingt-dixième position par les Flyers de Philadelphie lors du repêchage d'entrée dans la LNH 2015. De 2014 à 2019, il part en Amérique du Nord et évolue dans les ligues juniors de la NAHL, l'USHL et dans le championnat NCAA. En 2019, il passe professionnel dans l'Extraliga slovaque avec le Dukla Trenčín.

### Carrière internationale
Il représente la Slovaquie au niveau international. Il participe aux sélections jeunes moins de 18 ans. Il est sélectionné pour les Jeux olympiques de  2022 où la Slovaquie décroche la médaille de bronze. Il prend part à son premier championnat du monde senior en 2022.

## Trophées et honneurs personnels

### NAHL
- 2015 : nommé meilleur gardien.
- 2015 : nommé dans l'équipe type.